# IAMAS
IAMAS（イアマス）は、岐阜県大垣市加賀野4丁目1-7にある教育機関の英文略称である。情報科学芸術大学院大学 （Institute of Advanced Media Arts and Sciences）と岐阜県立国際情報科学芸術アカデミー （International Academy of Media Arts and Sciences）の2つの教育機関によって構成されている。